# William Oliver
William Oliver Williams (1823 – 1901) è stato un pittore britannico, di epoca vittoriana.
È noto come William Oliver il Giovane, per distinguerlo dall'omonimo pittore nato nel 1804 e morto nel 1853. Entrambi gli artisti si dedicarono a soggetti di carattere meditativo, ritraendo soprattutto figure femminili colte nei più diversi atteggiamenti.